# 10089 Turgot
10089 Turgot è un asteroide della fascia principale. Scoperto nel 1990, presenta un'orbita caratterizzata da un semiasse maggiore pari a 2,3778303 UA e da un'eccentricità di 0,1997574, inclinata di 3,32355° rispetto all'eclittica.